# آتشکده نوبهار
آتشکده نوبهار یا معبد نوبهار (سانسکریت: برگرفته از واژهٔ ناواویهارا «معبد نو»، از دوران برمکیان به بعد: مسجد نُه‌گنبد)، نام آتشکدهٔ زرتشتی و بعدها معبدی بودایی در بلخ بود. سخن دقیقی در «پادشاهی گشتاسپ صد و بیست سال بود» آن است که در زمان لهراسپ و گشتاسپ بلخ از مراکز مهم دینی بوده و در آنجا آتشکده‌ای با نام نوبهار وجود داشته؛ و همچون مکه که امروزه مورد توجه مسلمانان جهان است، از نقاط مختلف دنیا برای زیارت به آنجا روی می‌آوردند. پادشاهان ایرانی این مرکز و متولی آن را احترام زیادی داشتند و آن را با حریر سبز پوشانده بودند و در زمان ساسانیان از بزرگ‌ترین آتشکده‌های زرتشتی بود.

## معبد یا آتشکده
نوبهار، پرستشگاهی در بلخ، به نوشته برخی منابع به دستور کی‌قباد ساخته شده بوده، در نظر پارسیان همان منزلت مکه را برای مسلمانان داشته است. پژوهش‌های اخیر، نوبهار را معبدی بودایی معرفی می‌کند که نقل‌است که چند تن از مقدسین بودایی در آنجا مدفون بودند، به‌ویژه آن‌که از روی کتیبه‌های آشوکا (متوفی در ۲۳۲ میلادی) در نَنْگرهار و قندهار، می‌توان دریافت که کیش بودایی در این نواحی رواج داشته است. اما به قطع و یقین نمی‌توان گفت که آیا نوبهار آتشکده بوده یا معبد بودایی. برای حل این ناسازگاری، ابتدا نوبهار را آتشکده دانسته‌اند که بعدها مقارن ظهور اسلام به مرکز مهم بوداییان باختر تبدیل شده است.
در شعر ابوالهول حِمْیَری، در مدح فضل بن ربیع و قدح یحیی بن خالد، نوبهار خانه شرک خوانده شده که در آن آتش بزرگ نگاه داشته می‌شود.
عده‌ای از محققان برآنند که بعد از انقراض شاهنشاهی هخامنشی بلخ از سایر نواحی ایران جدا شد و ارتباط نزدیکی بین باختر و هند برقرار شد. گویند در سال ۲۶ پیش از میلاد، پادشاه هند آشوکا که دین بودایی داشت، مبشرانی برای ترویج این دین به سوی بلخ و قندهار فرستاد. ع. پاشایی در کتاب بودا آورده است: خراسان گذشته، خاصه بلخ را به اعتبار وجود معبد نوبهار می‌توان سرزمین بودایی دانست. بوداییان در این معبد در برابر مجسمهٔ بودا به نماز می‌پرداختند. به گفتهٔ علی بن حسین مسعودی این معبد دینی دارای موقوفات زیاد بوده و پرده‌دار آن را «برمک» (برگرفته از واژهٔ سنسکریت پاراماکا प्रमुख، "پیشوا") می‌نامیدند و این لقب برای کلیهٔ کسانی بود که افتخار سدانت نوبهار را داشتند و خاندان برمکی را نیز بدین اسم خوانند، چون جد خالد بن برمک سدانت این خانه را داشت. بنای آن از نظر ساختمان از محکمترین بناهای روز بوده است. مسعودی اضافه می‌کند که بر سردر نوبهار نوشته‌ای به این مضمون به فارسی نوشته شده بود، پادشاهان را سه صفت لازم است: عقل و صبر و مال.
پس از ورود اسلام و در دوره حکومت اسلامی، معابد زرتشتیان و بودائیان از فعالیت بازماند یا تبدیل به مسجد شدند و عدهٔ زیادی هم تخریب شد. نوبهار یکی از معابدی بود که در زمان فضل برمکی به صورت مسجد جامع درآمد و بعداً نام مسجد نُه‌گنبد را کسب کرد. یعقوب لیث صفاری نیز در این کار سهم گرفته و حتی بقایای آثار نوبهار را که دارائی این سرزمین بود، برای خلیفهٔ عباسی به عنوان تحفه فرستاد و سرانجام توسط چنگیز خان تمام آبادی‌های بلخ همراه این بنای تاریخی که در آن زمان مسجد جامع شهر بود، ویران شد. امروزه به جز یکی از دروازه‌های شش‌گانه جنوبی شهر که به نام دروازه نوبهار است، اثر دیگری از آن نمانده است.

## تخریب در زمان خلافتمعاویه
معاویه ولایت خراسان را به عبدالله بن عامر والی بصره داد و ابن عامر، قیس بن هیثم را بر خراسان گمارد. مردمان بادغیس و هرات و بلخ به سرپیچی خود باقی بودند. پس قیس به بلخ رفت و عطاء بن السائب به دستور وی نوبهار را خراب کرد.